# الحياة البرية في أرمينيا

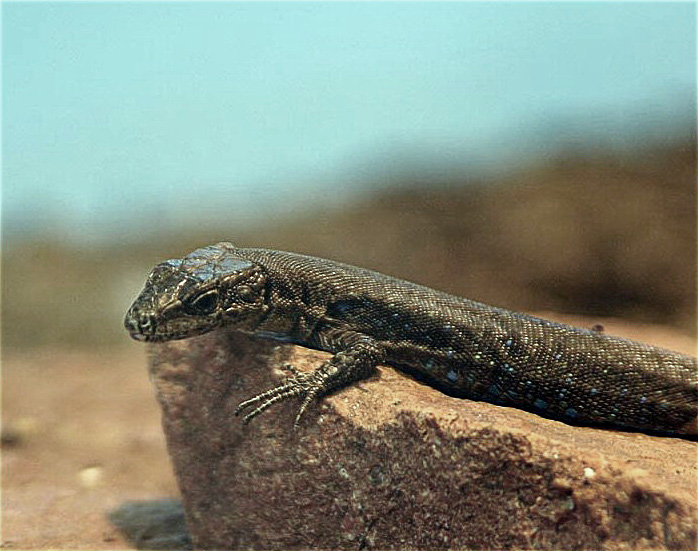
سحلية صخور أرمنية

الحياة البرية في أرمينيا تشملالخنازير البرية، وأبو شوك، ومختلف السحالي، والثعابين وأنواع عديدة منالطيور. هنالك العديد من الحيوانات المهددة بالانقراض والتي تعيش في أرمينيا مثل الدب البني السوري، الماعز البري، والأروية (نوع من الأغنام) والنمر.

## الحيوانات

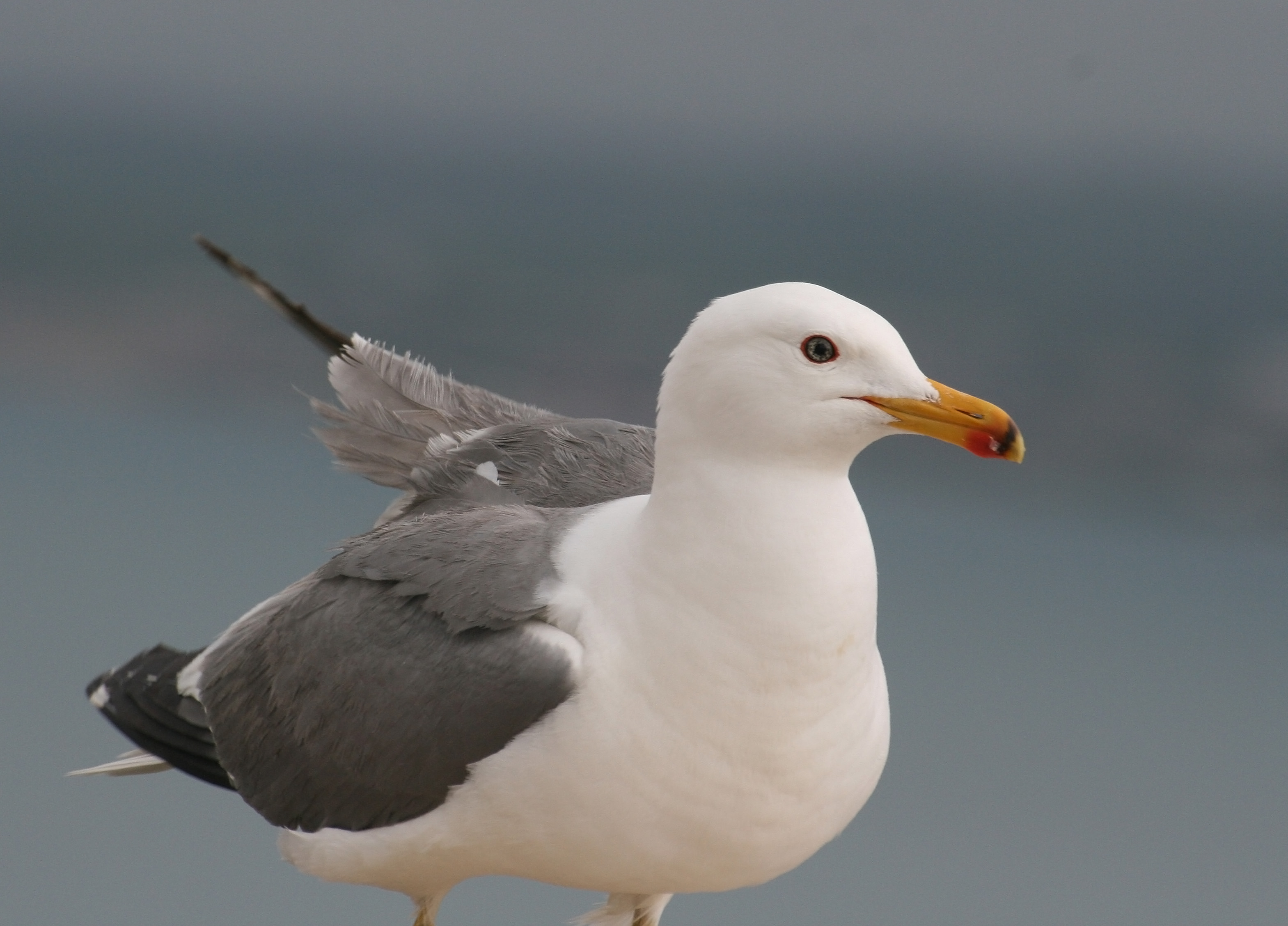
النورس الأرميني

تتنوع الحيوانات في أرمينيا نظراً لحجمها الجغرافي الصغير نسبياً، بسبب المواطن المتنوعة التي خلقتها التضاريس الجبلية في المنطقة. تعد أرمينيا منطقة مهمة للحيوانات المهاجرة، حيث تم تسجيل حوالي 350 نوعًا مختلفًا من الطيور في البلاد. العديد من الحيوانات المستأنسة في العالم نشأت والتي نشأت بأرمينيا أو بالقرب منها. تشير الأبحاث إلى أن حوالي ربع أنواع الحيوانات في أرمينيا معرضة للخطر دوليًا.
ما زالت جنوب غرب أرمينيا هي آخر معقل للنمر الفارسي في القوقاز. يُعتقد أن إجمالي العدد يتراوح بين 10 إلى 20. من بين الحيوانات الموجودة في أرمينيا الدب البني الأوراسي، والسلحفاة مهمازية الورك، وعقاب السهوب، والقضاعة الأوراسية، والبلشون الذهبي، وملكة العقبان الشرقية، والنورس الأرميني.